# Monstre
Pour les articles homonymes, voir Monstre (homonymie).
 (mai 2024).
- Si vous ne connaissez pas le sujet, laissez ce bandeau (vous pouvez alors contacter les auteurs).
- Si vous supprimez le contenu mis en cause (vous pouvez préalablement contacter les auteurs),

argumentez précisément cette suppression dans la page de discussion
(un manque de référence n'est pas un argument ; une recherche réelle de référence doit avoir été effectuée, être formellement documentée).

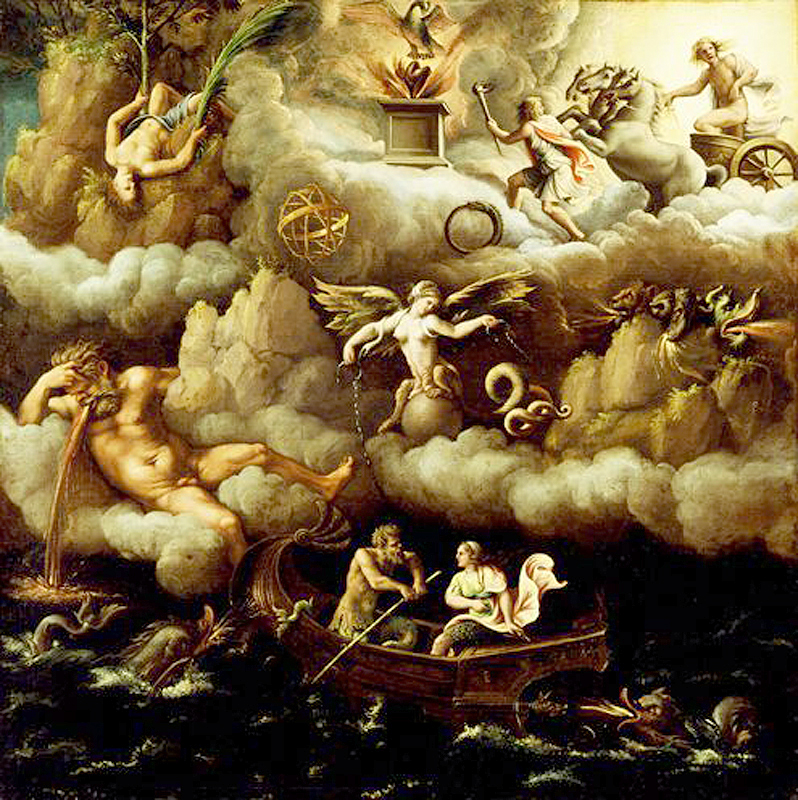
Monstres dessinés par Giulio Romano.

Un monstre est un individu ou une créature dont l'apparence, voire le comportement, surprend par son écart avec les normes d'une société. Le monstre est, au sens large, perçu comme inspirant la peur, le dégoût, l'empathie ou le mépris.

## Étymologie
Le terme vient du latin monstrum, dérivé de monere (« avertir, indiquer, éclairer »),. Rattaché au vocabulaire religieux, le terme latin désigne à l'origine le signe d'une volonté divine.
Au XIIe siècle, dans un contexte chrétien, il signifie « prodige, miracle ». Au XIIIe siècle, monstre prend plusieurs sens, désignant tout à la fois des humains perçus comme étranges ou extraordinaires du fait de leur apparence physique (lèpre, visage ou corps contrefait) ou de leurs mœurs ; il s'applique également à caractériser un païen. Au XIVe siècle, le mot désigne un castrat ou une personne extrêmement laide. Au XVIe siècle, il acquiert un sens moral : « action monstrueuse, criminelle », mais conserve encore son sens de « fait extraordinaire ».
Par une analogie (incorrecte d'un point de vue lexicographique) avec le verbe latin monstrare (« montrer »), le monstre est alors associé à ce que l'on montre du doigt, et aussi ce qui se montre, ce qui traduit la puissance divine de la création, capable de mettre du désordre dans l'ordre ou le contraire, provoquant soit la terreur, soit l'admiration. L'écart avec la norme est à double sens, la frontière s'efface entre les monstres et les merveilles.

## Définitions du terme

### Évolution historique
Chaque période historique a sa conception du monstre. J.-L. Fischer en distingue trois :  
1. De l'Antiquité à la fin du XVIIe siècle, où le monstre est de l'ordre du fabuleux, occupant une fonction socio-culturelle. Tous les monstres sont crédibles, car le monde réel reste lui-même inconnu, « enchanté » et rempli de mystères.
2. Une courte période, dite pré-scientifique, correspondant à peu près au siècle des Lumières, 1700-1820. Le monstre perd de sa fonction sociale, son caractère fabuleux, pour devenir objet de description réelle, savante ou médicale.
3. La période scientifique moderne : les monstres deviennent objets de sciences, nommés et classés, selon des données anatomiques et embryologiques, répondant aux lois générales de tous les êtres vivants. D'autre part, réels ou imaginaires, ils peuvent être objets de spectacles et de représentations, artistiques ou littéraires.

Chez les Grecs anciens, tera et teratos peuvent signifier « signe envoyé des dieux », « animal monstrueux », « chose prodigieuse, phénomène étonnant », et teratologia « récit extraordinaire, mensonges, fanfaronnades ». Aristote définit le monstre comme un produit qui ne ressemble pas à ses parents, un être défectueux, écarté du type générique dont il est issu.
Le monstre et le monstrueux sont mis en rapport avec le divin et le merveilleux, mais aussi avec le rare, l'inhabituel ou l'exotique. Les Romains  retiennent la notion d'écart à la nature, le monstre est un désordre, c'est celui qui est en dehors des règles naturelles habituelles. Les Romains se vivaient entourés de peuples barbares, et au-delà des barbares se trouvaient les monstres, voire les peuples monstrueux. Ainsi Pline l'Ancien les situait aux frontières extrêmes de l'Inde et de l'Éthiopie.
À partir du XVIIIe siècle, le monstre a perdu son aspect fabuleux pour garder sa « conformation contraire à l'ordre de la nature ». Le monstre, par rapport à son espèce, présente des variations par excès ou par défaut, ou arrangement différent. Diderot qualifiait la femme de « monstre de l'homme » et en réponse Julie de Lespinasse qualifiait l'homme de « monstre de la femme ».
Au début du XIXe siècle, un changement radical s'opère avec Étienne Geoffroy Saint-Hilaire pour qui monstruosité ne signifie pas « dérogation aux lois habituelles ». Le monstre obéit aux lois biologiques, il n'est pas un écart ou un désordre, c'est un « raté de fabrication », un accident ou un arrêt du développement embryonnaire (pour l'espèce humaine dans le premier trimestre de gestation). Les monstres deviennent objets de science, c'est la  tératologie.
Étienne Wolff dans La science des monstres, peine à cerner les limites de la monstruosité. 
« On applique plutôt le terme de monstruosités aux formes les plus accentuées, les plus curieuses, et l'on réserve le nom d'anomalies à des cas plus discrets, souvent compatibles avec la vie. Il serait désobligeant de traiter de monstre un de nos semblables affligé d'un bec de lièvre, d'un pied bot, ou d'un doigt supplémentaire !» . 
Wolff utilise donc un ordre croissant de gravité : anomalie, malformation, monstruosité, dont les limites exactes varient selon la société, la culture et la sensibilité de chacun.

### Acceptions modernes
Dans son acception vulgaire, le terme monstre désigne aussi bien les êtres réels que des créatures fantastiques. Par extension, on parle aussi de monstruosité sur le plan moral quand quelqu'un commet des actions que la majorité des gens réprouvent. Par antiphrase, adressé à un enfant ou une personne aimée, « petit monstre ! » ou « monstre ! » peut exprimer la tendresse ou un reproche affectueux.
Certaines acceptions insistent simplement sur le côté spectaculaire, c'est le cas du monstre sacré, par exemple Marilyn Monroe ou James Dean, avec une connotation d'admiration ou d'adoration. L'expression vient du titre d'une pièce de Jean Cocteau, Les monstres sacrés (1940) désignant à l'origine les grands comédiens.
Le monstre est de manière plus générale un individu qui par certaines de ses caractéristiques propres se démarque de façon significative de ses congénères. Ces caractéristiques peuvent être physiques, morales ou intellectuelles ; toutefois la monstruosité proprement dite n'est pas forcément négative, elle peut être un gain par rapport à une norme commune. Par exemple Albert Einstein de par ses capacités intellectuelles hors-normes peut être considéré comme un monstre.

## Représentations artistiques

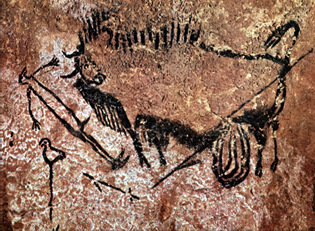
Scène du puits dans la grotte de Lascaux.

André Malraux a vu dans la scène du puits dans la grotte de Lascaux la première représentation historique d'un monstre : un homme ithyphallique (au sexe érigé) à tête d'oiseau.

### Le Jardin des délices

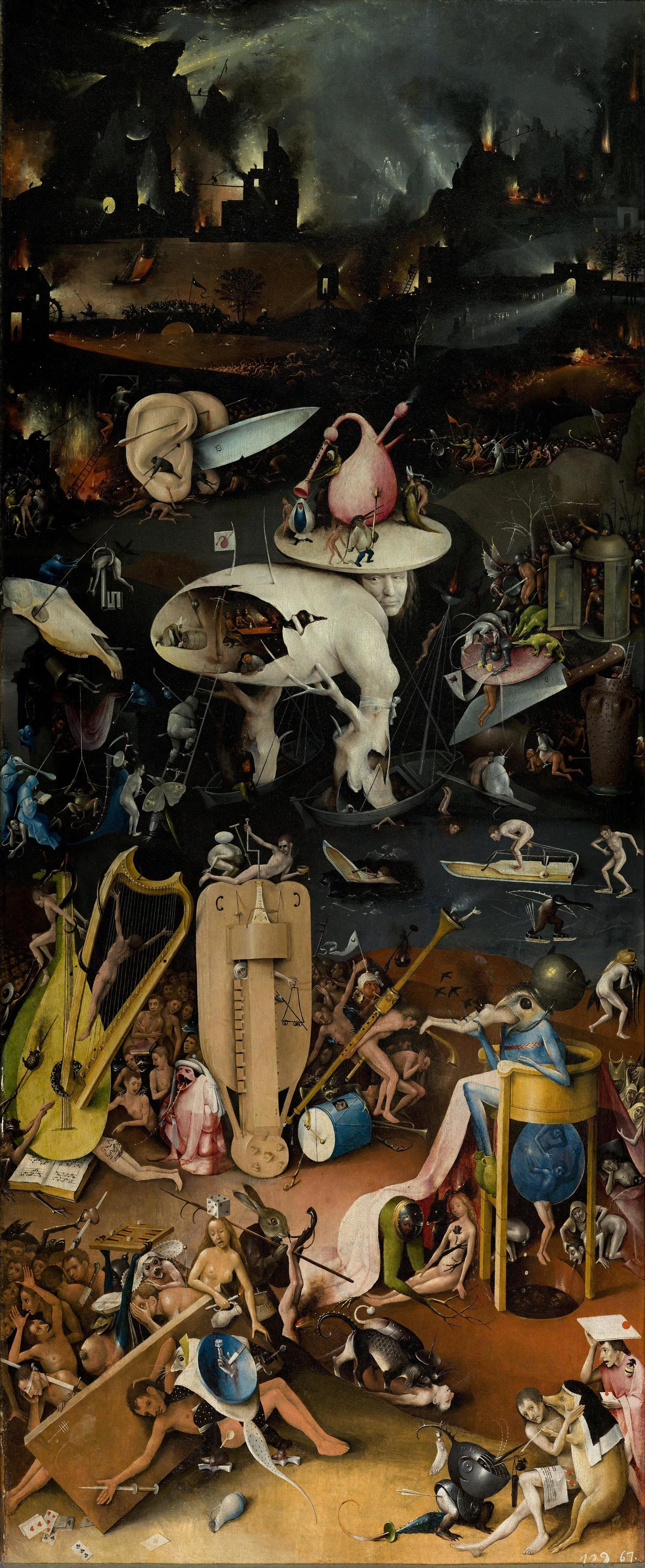
L'Enfer, volet droit du triptyque Le Jardin des délices de Jérôme Bosch.

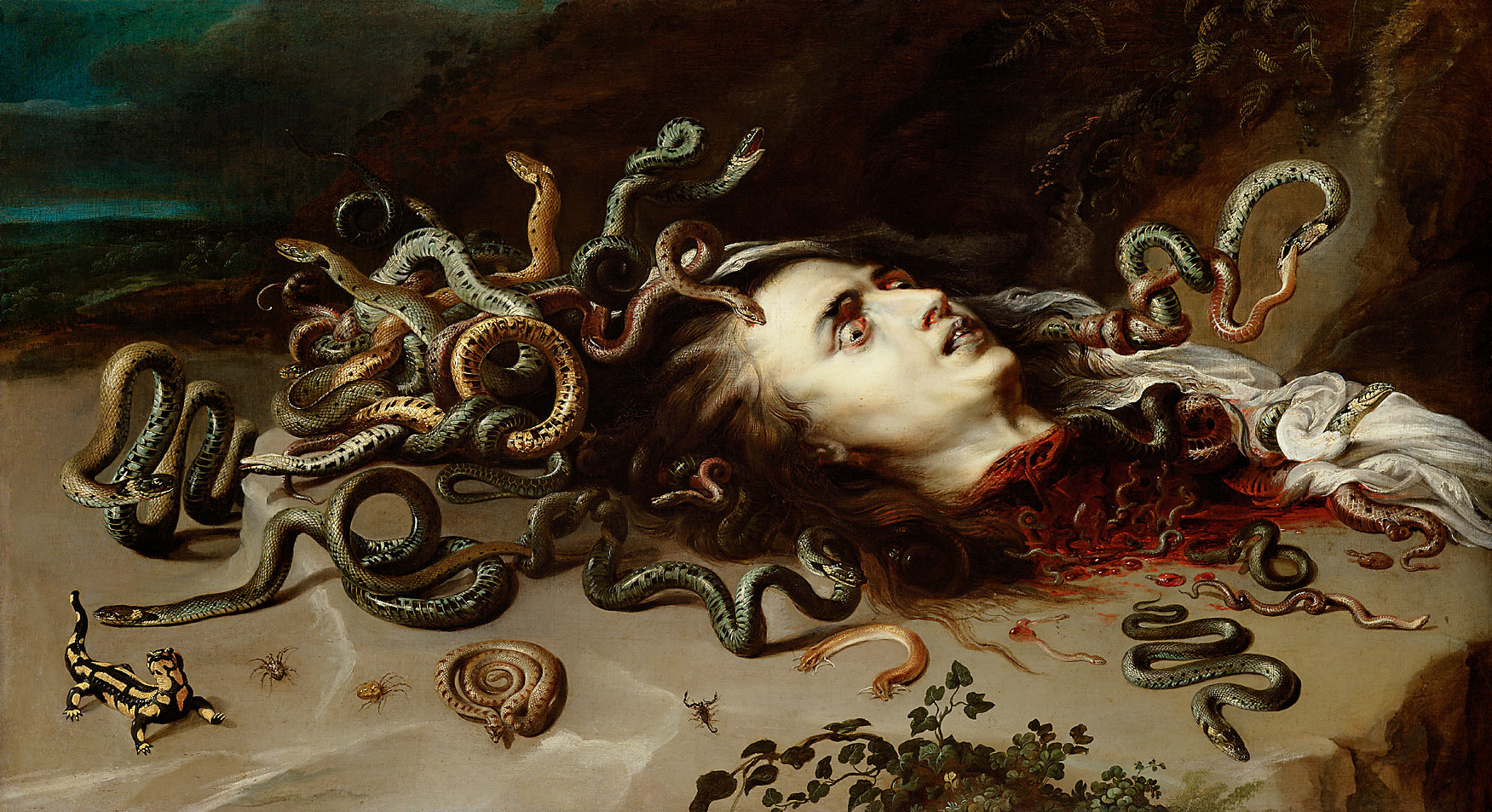
La Tête de Méduse par Rubens, v. 1618.

Le Jardin des délices est un triptyque peint par Hieronymus van Aken, dit Jérôme Bosch, entre 1503 et 1504, conservé au Musée du Prado depuis 1939.
Parmi les peintres de monstre, Jérôme Bosch demeure une référence incontournable. Hagiographe et membre de la Confrérie de Notre-Dame de Bois-le-Duc, il était un notable de la région, loin de l'image d'un ermite sulfureux que l'on s'imagine parfois. S'inspirant d'ouvrages mystiques, populaires et alchimistes, mais aussi de la Legenda aurea de Jacques de Voragine, son style était tout à fait justifié dans la culture de l'époque. Ses tableaux, bien que fantaisistes, restaient pour la plupart des triptyques destinés aux églises et objets de culte. Il n'empêche qu'une œuvre telle que Le Jardin des délices suscita de nombreuses réactions. Ainsi, il arriva au Prado en 1593 sous le nom de Lo monstruo y lo fantastico.
Plusieurs éléments iconographiques permettent de penser que Bosch peint la monstruosité dans le but d'alerter les fidèles. Ainsi, le péché étant théologiquement considéré comme la seule relation entre le Paradis terrestre et l'Enfer, le caractère érotique du panneau central permet de circonscrire le triptyque dans la dénonciation de la luxure,. Ce qui se confirme dans le panneau droit, représentant l'Enfer, avec par exemple les différentes et innombrables situations évoquant châtiments (la main coupée et mise au pilori, punition réservée aux voleurs), références iconographiques érudites (la femme chevauchant l'homme à quatre pattes renvoie à la scène inverse de chez Matheolus et son Livre contre le mariage de 1492), références catéchistes (plusieurs pêchés sont présents, comme l'homme nu empalé dans les cordes d'une lyre, qui renvoie à l'association de la musique à la luxure) et expressions populaires (la femme nue se mirant dans un miroir posé sur les fesses d'un démon illustre l'expression "As ge in de spiegel kekt den duivel in z'n gat", « se mirer dans le cul du diable », c'est-à-dire être coupable d'orgueil).
Chez Jérôme Bosch, le monstre nait des transgressions et corruptions (morales, physiques, religieuses); représentant la dégénérescence du genre humain.

### Artistes ayant représenté des monstres
- Jérôme Bosch
- Pieter Brueghel l'Ancien
- Francisco Goya
- William Blake
- Johann Heinrich Füssli
- Alfred Kubin
- Francis Bacon
- Zdzisław Beksiński
- Hans Ruedi Giger
- Matthew Barney
- Wayne Barlow
- Hans Bellmer

## Dans la littérature
Le monstre, dans les mythologies, est omniprésent. Les exemples sont innombrables : la Gorgone par exemple, dont le masque de méduse pétrifiait les humains (d'où le terme : « méduser ») dans la mythologie gréco-latine. Les croyances païennes font resurgir la figure du monstre, assimilé à une terreur collective. Le monstre est souvent double et se cache sous une apparence humaine. La thématique du loup-garou en est un exemple. La résurgence de la mythologie, après l'Humanisme, traite les figures de monstre de façon ornemental, mais souvent allégoriques, voir métaphysiques. Dans sa reprise de la « Fable » d'Apulée, La Fontaine, dans les Amours de Psyché présente un « monstre » de galanterie : Amour.
Autres exemples de monstres dans la littérature :
- Cthulhu (H. P. Lovecraft)
- Polyphème le cyclope (L'Odyssée d'Homère)
- Cerbère (La Divine Comédie de Dante)
- Méduse (La Divine Comédie)
- Minotaure (La Divine Comédie)
- Griffon (La Divine Comédie)
- Sirène (La Divine Comédie)
- Harpie (La Divine Comédie)
- Quasimodo (Notre-Dame de Paris de Victor Hugo)
- Dracula (Dracula, Bram Stoker)
- le cheval du baron Metzengerstein (Edgar Allan Poe)
- le Horla (Guy de Maupassant)
- le monstre créé par le docteur Frankenstein (cf. le roman Frankenstein, de Mary Shelley)
- Godzilla
- Golem
- King Kong
- Léviathan

## Au cinéma
Quelques réalisateurs dont le monstre est un sujet de prédilection :
- David Cronenberg
- David Lynch
- Clive Barker
- Hideo Nakata
- Shinya Tsukamoto
- Roman Polanski
- Adrian Lyne
- William Friedkin
- Lars von Trier
- Kôji Shiraishi
- Guillermo del Toro
- Jacques Tourneur
- Stuart Gordon
- Tim Burton

## Auteurs
- Lewis Carroll
- J. R. R. Tolkien
- Hayao Miyazaki
- Terry Pratchett
- Richard de Fournival
- Jonathan Swift
- Pierre de Beauvais
- Joanne Kathleen Rowling
- Jacques de Voragine
- Isidore de Séville
- Raban Maur
- Thomas de Cantimpré
- Les frères Grimm
- Charles Perrault
- H. P. Lovecraft